# Коробов, Борис Константинович
Бори́с Константи́нович Ко́робов (род. 23 мая 1946 года, Кострома, СССР) — российский государственный деятель, член Совета Федерации. Председатель Костромского горисполкома Совета народных депутатов. Глава администрации города Костромы. Глава городского самоуправления города Костромы.

## Биография
Родился 23 мая 1946 года в городе Кострома. Родители костромичи, отец — из Нерехтского района, столяр, мать — портниха, из Судиславского района. В 1969 году окончил Костромской технологический институт. Работал на заводе деревообрабатывающих станков, в управлении «Водоканал». С 1980 по 1986 — начальник городского управления жилищно-коммунального хозяйства.
С 1986 года — заместитель, первый заместитель, с 1989 года — председатель исполкома Костромского городского Совета. В марте 1990 года избран депутатом Костромского областного Совета, возглавил его планово-бюджетную комиссию. В сентябре 1991 года баллотировался на пост главы администрации Костромской области, избран не был. В 1991 году был назначен главой администрации города Костромы.
С 1993—1995 — депутат Совета Федерации Федерального Собрания РФ первого созыва, член Комитета по бюджету, финансовому, валютному и кредитному регулированию, денежной эмиссии, налоговой политике и таможенному регулированию.
В декабре 1995 года был избран мэром города Костромы. В 2000 году баллотировался на пост губернатора Костромской области, во втором туре выборов 24 декабря набрал 24,6 % голосов избирателей, участвовавших в голосовании, и уступил победу губернатору В. Шершунову (63 % голосов).